# Arnau Roger II de Pallars Sobirà
Arnau Roger II de Pallars-Mataplana (1299 - 1343) fou comte de Pallars Sobirà (1330-1343) i senyor d'Urtx (?-1343). Fill d'Hug VII de Mataplana i de Sibil·la I de Pallars Sobirà, el 1319 es va casar amb Alamanda de Rocabertí però va enviudar al cap de poc. El 1321 va contraure matrimoni amb Urraca d'Entença, filla de Gombau d'Entença. Urraca va morir el 1332 sense descendència. Es va casar en terceres núpcies amb Elionor de Comenge i Fresensac el 1340 però tampoc van tenir fills.